# Hendrik III van Gelre
Hendrik III van Gelre (gestorven in de buurt van Theux, 23 april 1285) was de 44e bisschop van Luik van 1247 tot 1274.
Hendrik was zoon van Gerard III, graaf van Gelre, en van Margaretha van Brabant. Hij was Domproost te Utrecht en proost te Xanten voordat hij in 1247 tot bisschop van Luik werd benoemd. Zijn ambtstermijn werd gekenmerkt door verschillende burgeroorlogen waardoor hij tegenover de burgerij van de steden kwam te staan. In 1267, op het hoogtepunt van de Luiks-Brabantse oorlogen, belegerde hij Maastricht. Hij verwoestte er de Maasbrug en een grote verdedigingstoren in Wyck, die door Dirk II van Valkenburg met driehonderd man werd verdedigd. Met de stenen van de verdedigingstoren zou hij Kasteel Montfort hebben gebouwd.
Hij werd afgezet door het concilie van Lyon in 1274. Hij stierf in 1285 aan de voet van het Kasteel van Franchimont aan het hoofd van een bende plunderaars waarvan hij de aanvoerder was geworden.